# コガシラベラ
コガシラベラ(学名 Thalassoma amblycephalum，英名Two-tone wrasse またはBlunthead wrasse)はスズキ目ベラ科ニシキベラ属に含まれる海水魚の一種である。

## 特徴
雄相の色彩は雌相や幼魚の色彩と大きく異なっている。雄は鰓の付近に黄色の斑紋があり、胸鰭の先端付近が青黒くなる。また体側には細かい横帯が入る。雌は緑色で体側には細かい横帯が多数入り、胸鰭の根本付近が黄色くなる。幼魚や小型の雌では背中と体側中央部に2本の暗色縦帯が入り、尾鰭の基部付近が少し赤みを帯びる。

## 分布域と生態
日本を含むインド―太平洋の広い範囲に見られる。日本においては幼魚は死滅回遊魚として千葉県館山湾以南の太平洋岸で姿を見ることができる。八丈島や高知県では産卵している。

## ヒトとのかかわり
食用にされないが観賞魚として飼育されることがある。

## 近縁種
ガラパゴスレインボーラス Thalassoma lucasanum (Gill, 1862)
東太平洋のカリフォルニア湾からパナマ、ガラパゴス諸島に分布するコガシラベラの近縁種。特に雄の色彩はコガシラベラによく似る。雌の体には赤い明瞭な縦線がある。観賞魚としてごくまれに日本にも輸入される。
ロバートソンズラス Thalassoma robertsoni Allen, 1995
東太平洋に浮かぶクリッパートン島の特産種。雄の黄色域が背鰭基部の広範囲に沿うように入ることによりガラパゴスレインボーラスと識別できる。やや小型で全長12cmほど。
ブラジリアンレインボーラス Thalassoma noronhanum (Boulenger, 1890)
フェルナンドデノローニャからブラジルにかけて分布する大西洋産種。雌の見た目はコガシラベラに似ているが雄は頭部に眼から放射状に青い線が入ることで容易に識別できる。雌や幼魚は体側に黒い縦線がありコガシラベラとよく似ている。数は少ないが日本にも観賞魚として輸入されたことがある。